# Julián Alarcón
Julián Alarcón (Asunción, 28 de enero de 1888-ib.,19 de agosto de 1957) fue un compositor y violinista paraguayo.

## Primeros pasos
Estudió guitarra y a partir de 1909, violín en el Gimnasio Paraguayo (en Asunción).
En 1913 marchó a Montevideo (Uruguay), donde prosiguió sus estudios en el difícil instrumento. En 1919 editó un álbum musical con canciones del folklore paraguayo.

## Trayectoria
Actuó durante más de veinte años en varias ciudades de Argentina ―entre ellas Resistencia (provincia de Chaco), con su conjunto Los Veteranos― y Brasil, con el denominado Terceto Guaraní, que integraba junto a Manuel Moreno y Carlos S. Caballero.
En 1942, su canción Abandonada obtuvo el «Premio de Composición» del Ateneo Paraguayo, y en 1950 su obra Ka’avovei obtuvo el primer premio en el Concurso del Ministerio de Educación y Culto.
El músico paraguayo Agustín Barboza (1913-1998) afirma que cuando compuso Alma vibrante, se la mostró a su maestro Julián Alarcón para que la evaluara. Alarcón quedó muy complacido y le dijo: «Agustín, mi misión contigo como maestro ha concluido».

Don Julián llevaba la alegría a todas partes: clubes, escuelas, sindicatos, iglesias y casas de familias, porque no hacía música exclusivamente por dinero; le pagaban cuando podían y muchas veces su mesa se encontró vacía, pero nunca faltó una nota temblando entre las servilletas, en vez del pan diario.
Agustín Barboza, en Ruego y camino

## Últimos años
Julián Alarcón falleció en Asunción el 19 de agosto de 1957, a los 69 años de edad.

## Obra
En materia creativa, prolífico en grado sumo, compuso unas 300 obras, algunas de las cuales ganaron impresionante popularidad. Entre ellas destacan sus canciones
- Serenata clásica,
- Nanawa (una polca patriótica de gran calidad estética y de impresionante fuerza expresiva),
- 3 de mayo (casi un himno folklórico del Paraguay, interpretado por pequeños conjuntos, por bandas populares y por grandes orquestas),
- Nde resa kuarahy’ame (polca canción amatoria que ―con versos de Teodoro S. Mongelós― figura en la antología de la mejor canción sentimental del Paraguay),[4]
- Recuerdos del Paraguay,
- Sábado ka’aru,
- Alegre amanecer,
- Ah, Paraguay,
- Zorzal del Paraguay,
- Tesa yvoty,
- Serenata (coescrita con Agustín Barboza, con letra de Ignacio A. Pane),[2]
- Marave ndoikói y
- Loma Clavel.